# أبلينة
أبلينة أو أفيلينو (بالإيطالية: Avellino)‏، مدينة جنوب إيطاليا تقع في الجزء الأوسط من شرق من إقليم كامبانيا وعاصمة مقاطعة أبلينة، عدد سكانها 56.928 نسمة، تبعد عن نابُل 42 كم إلى الشمال الشرقي وعلى الطريق بين سلرنو وبنبنت، محاطة بمنطقة جبلية ضمن الأبينيني، يعود تاريخها لحوال 500 عام قبل الميلاد، وقد احتلت من قبل الرومان عام 265 قبل الميلاد.
قال في وصفها الادريسي في نزهة المشتاق في اختراق الآفاق: «وبقي لنا أن نذكر بلادا تحصلت في هذا الجزء مما يلي مدينة سلرنو فمنها مدينة بنبنت وأبلينة فمن مدينة سلرنو إلى مدينة أبلينة أربعة وعشرون ميلا في جهة الشمال ومن مدينة بنبنت إلى سلرنو ستون ميلا ومن أبلينة إلى جيبطيرة عشرون ميلا ومن جيبطيرة إلى سلرنو ثلاثون ميلا. ومدينة بنبنت مدينة قديمة أزلية عامرة وأبلينة مدينة صغيرة كالحصن ومن بنبنت في جهة الغرب إلى مدينة سرح ثمانية عشر ميلا ومن منت سرح إلى أرجنت اثنان وثلاثون ميلا.»

## السكان
تطور النمو السكاني لـ أبلينة

## التاريخ
قبل الغزو الروماني، كانت أبيلينوم Abellinum القديمة مركزا لقبيلة الهيربينيين المنحدرين من السامنيت.
نُصِّرت المدينة حوالي عام 500 م وأصبحت مقر أسقفية. واعقب ذلك اجتياح للقوط والوندال. بعد ذلك أصبح أبلينة مركزا للومبارديين بقلعة على الأرض مرتفعة. في أوائل القرون الوسطى كانت جزءا من دوقية بينيفينتو، وبعد سقوط الأخيرة تبعت إمارة ساليرنو.

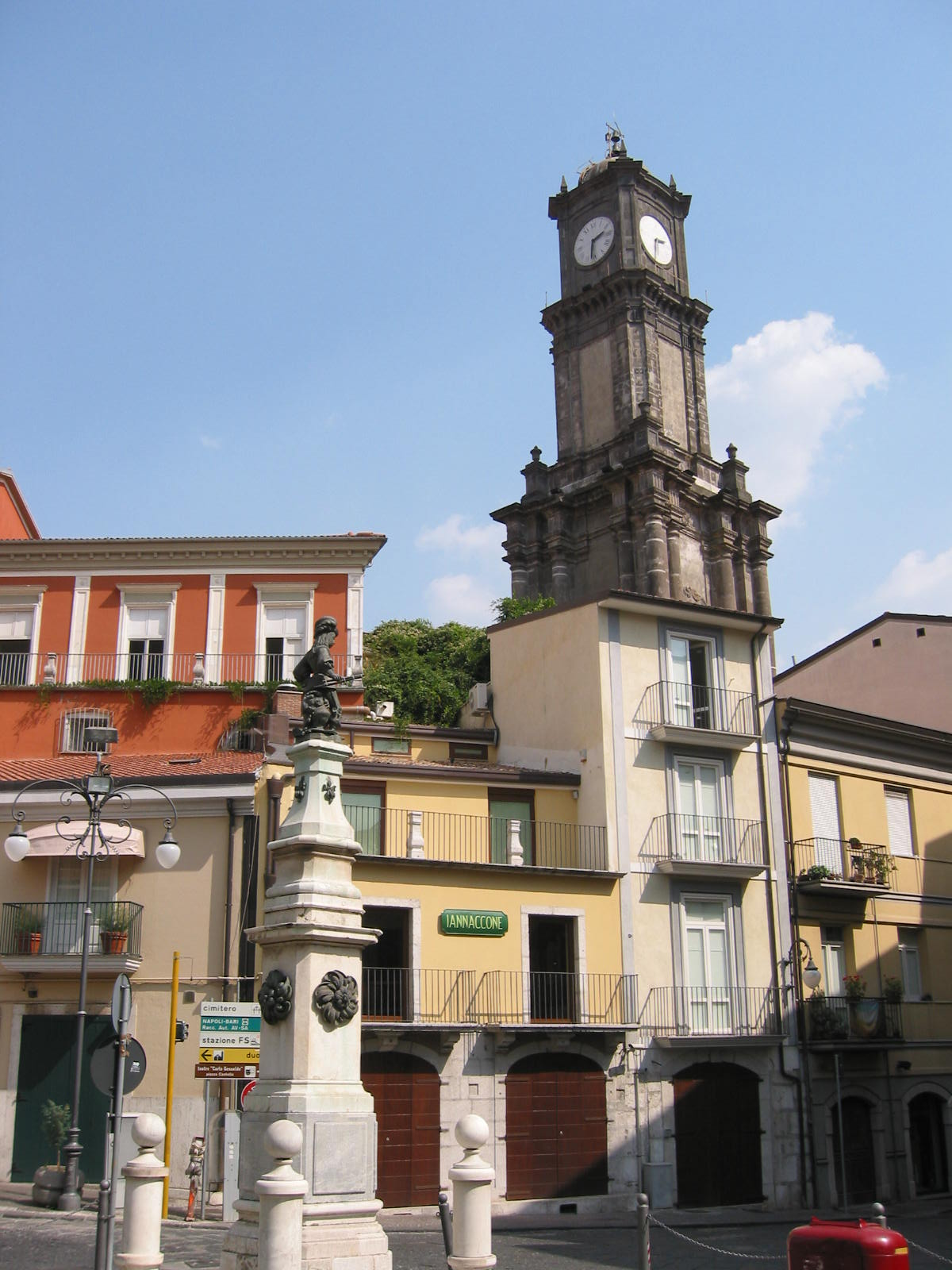
المدينة القديمة

في عام 1100 وأثناء حكم النورمان لجنوب إيطاليا، حصل عليها ريكاردو ديلاكويلا. بعد ذلك أعطاها الملك كارلو الأول لعائلة مونفورت، وجاء بعدهم عائلة دل بالزو وعائلة فيلانجييري.
اشتراها كإقطاعية دون مارينو الأول كاراتشولو دوق اتريبالدا عام 1581 وهو سليل عائلة ارستقراطية نابولية والذي أصبح أمير أفيللينو في عام 1589. أصبحت أبلينة المقر الرئيسي لعائلة كاراتشولو. ابن دون مارينو وحفيده من بعده كانا مستشارين كبيرين لمملكة نابولي وفرسان في تنظيم الجزة الصوف الذهبية. كان الحفيد دون مارينو الثاني (1587-1630) راعيجامباتيستا بازيلي مؤلف بينتاميروني.
شهدت أبلينة في عام 1820 الاضطرابات ثورية. بيد ان توحيد إيطاليا بعد خمسين عاما لم يحمل الكثير من الفائدة للمدينة فقطع خط السكة الحديدية الرئيسي بينيفينتو - نابولي - فودجا والبعيد عن البحر كذلك.
و في عام 1943 تعرضت المدينة لقصف طائرات الحلفاء في محاولة لوقف التراجع الألماني لوحدات بانزير فوق جسر فيرييرا الهام.
عانت أبلينة من النشاط الزلزالي على امتداد تاريخها فقد ضربها زلازل بشدة في 23 نوفمبر 1980 و14 فبراير 1981.

## أهم المعالم

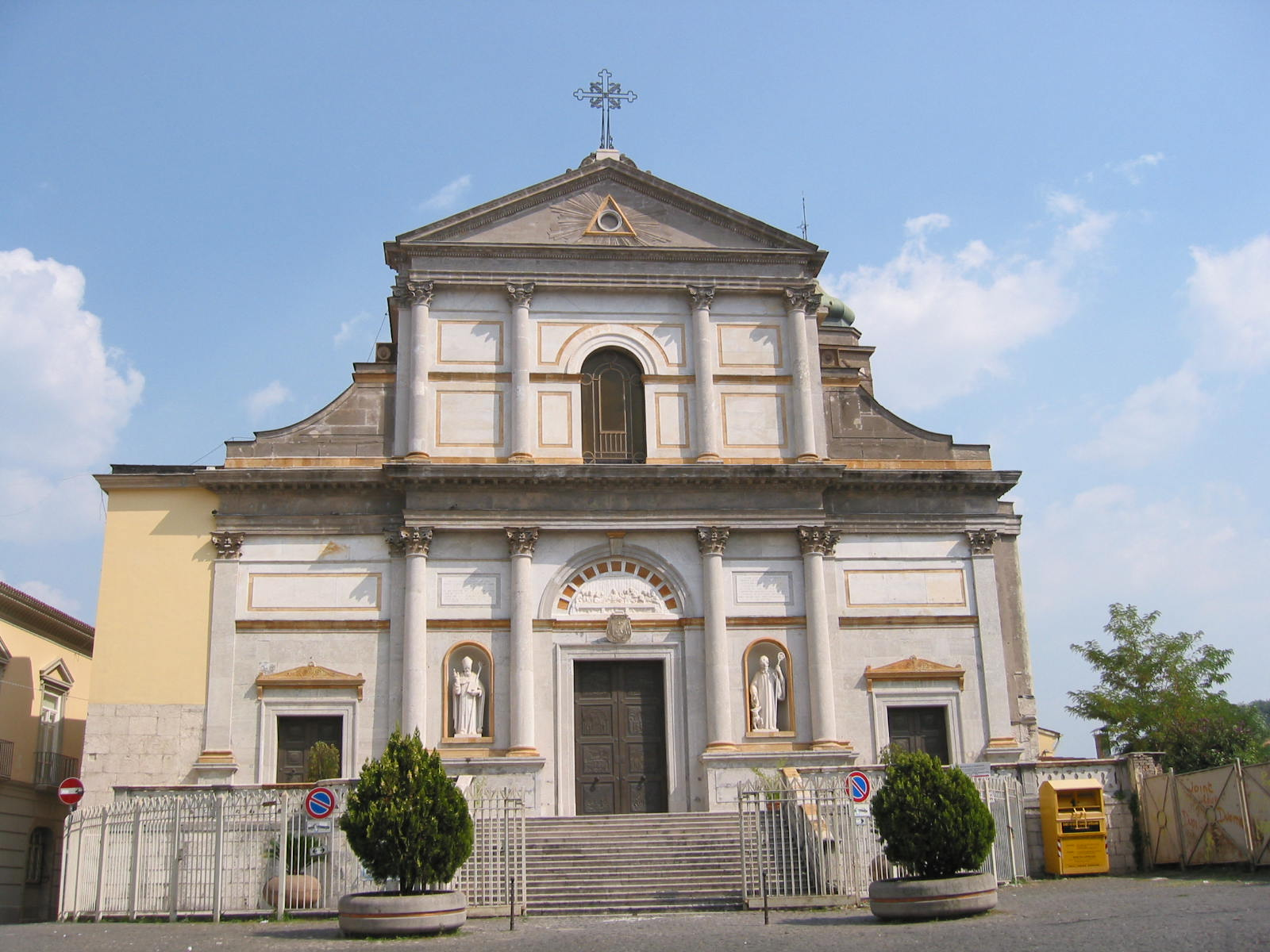
الكاتدرائية

بعض أنقاض القديم أبيلينوم يمكن رؤية قرب قرية اتريبالدا الحديثة 4 كلم شرق أبلينة الحديثة.
الكاتدرائية بها قبو رومانسكي توجد على موقع فيلا رومانية غنية وشهيرة بنيت حوالي 129 قبل الميلاد وهجرت بعد انفجار بركان فيزوفيو متبوعا بزلزال في عام 346.
يوجد هناك بعض بقايا قلعة اللومبارديين في Piazza Castello (ساحة القلعة).